# Полесье (Сосницкий район)
Полесье (укр. Полісся) (старое название — Бендеровка, с 40-х гг. XX в.  — Фёдоровка, современное название с 1951 г.) — село в Сосницком районе Черниговской области Украины. Население 408 человек. Занимает площадь 2,95 км². Протекает река Майдан.
Код КОАТУУ: 7424985502. Почтовый индекс: 16123. Телефонный код: +380 4655.

## Власть
Орган местного самоуправления — Матвеевский сельский совет. Почтовый адрес: 16123, Черниговская обл., Сосницкий р-н, с. Матвеевка, ул. Лесная, 28.

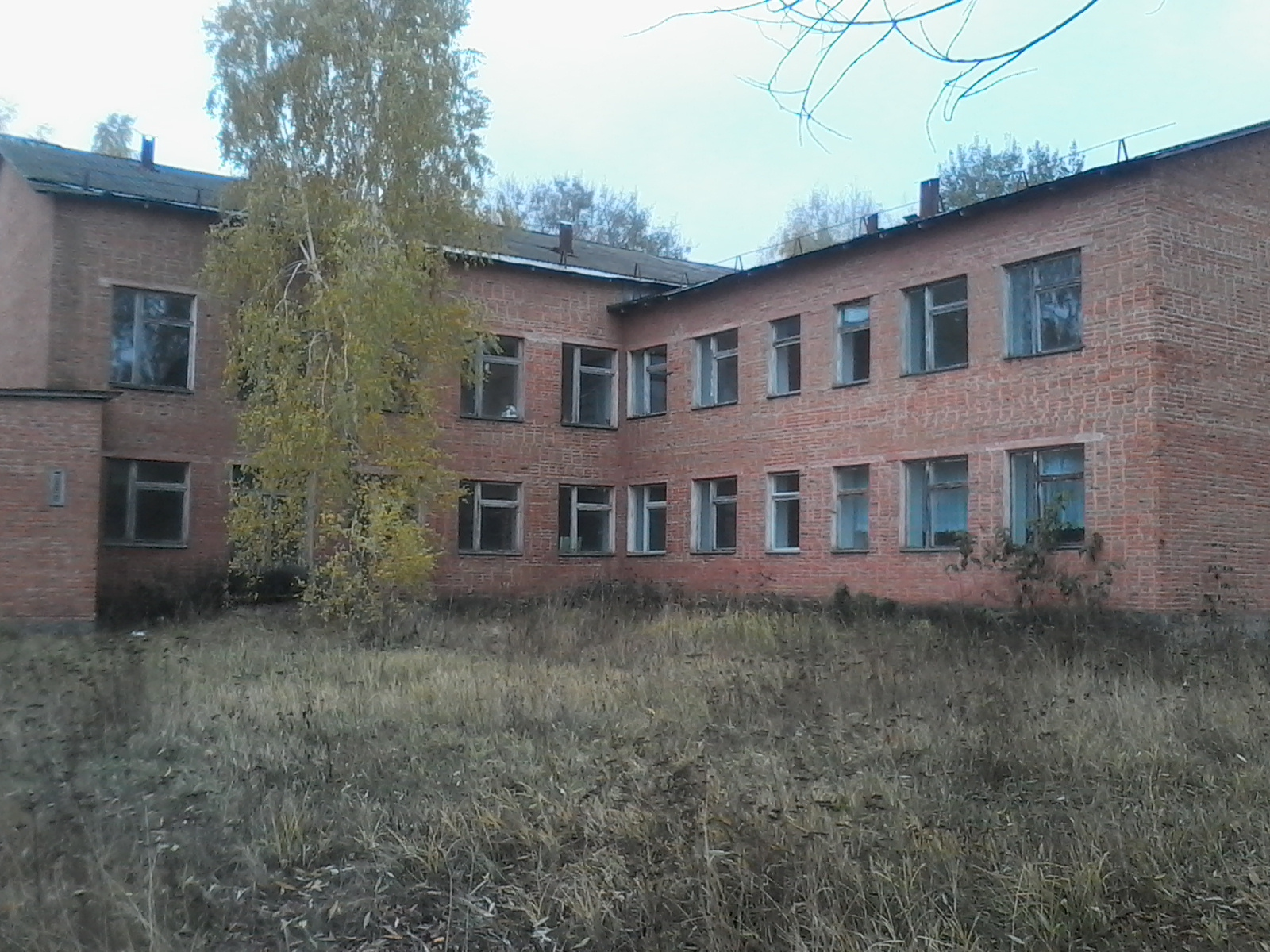
Школа